# Curfs
Curfs is een Nederlandse achternaam, afkomstig uit het Nederlandse Limburg, voornamelijk rondom Maastricht, en het noorden van België. 
De naam veranderde door de jaren heen van Corffs via Curffs naar de huidige vorm. Soortgelijke vervormingen waren Curvers en Ceurfs. 